# بول مولر (أحيائي)
بول مولر (بالألمانية: Paul Müller)‏ (و. 1940 – 2010 م) هو أحيائي، وأستاذ جامعي، من ألمانيا، توفي عن عمر يناهز 70 عاماً.

## مناصب وهيئات
أدار جامعة سارلاند، وجامعة ترير.

## جوائز
حصل على جوائز منها:
- وسام استحقاق جمهورية ألمانيا الاتحادية.